# Samantha (zangeres)
Samantha, pseudoniem van Christiane Bervoets (Borgerhout, 10 mei 1948 – Zwijndrecht, 17 november 2023), was een Belgische zangeres.

## Biografie
Samantha begon haar carrière in Canzonissima 1968 op de BRT-televisie, een liedjeswedstrijd die alleen dat jaar niet de preselectie was voor het Eurovisiesongfestival, omdat de RTBF een kandidaat mocht sturen. In 1969 was Samantha lid van de Belgische ploeg op het Knokke-festival. Haar doorbraak kwam er in 1970, met een vertaling van het liedje Helicopter U.S. Navy 66 van de Duitse zangeres Manuela. Van de versie van Samantha werden meer dan 25.000 exemplaren verkocht.
Hét grote succes van Samantha is Eviva España, een lied gecomponeerd door Leo Caerts met tekst van Leo Rozenstraten.  Samantha is de oorspronkelijke uitvoerster van het lied, maar er bestaan honderden coverversies. Zo scoorde Imca Marina met een cover in Nederland en Duitsland. In Engeland en Scandinavië was het succes van Y viva España voor Sylvia. In Spanje is, naast de Spaanse versie van Samantha, vooral de versie van Manolo Escobar bekend. In totaal werden van Y viva España meer dan 40 miljoen exemplaren verkocht, ongeveer 450.000 hiervan zijn versies gezongen door Samantha.
In 1974 had ze een bescheiden hit met Ik hou van jou, een nummer dat drie weken op nummer 1 in de Vlaamse Top 10 stond. Later volgden nog bescheiden comebacks met het nummer Niet met mij en een nieuwe versie van Eviva España.
Door een ongeneeslijke aandoening van het zenuwstelsel, multiple sclerose, kon Samantha zich sinds 1992 alleen nog in een rolstoel voortbewegen. Hierover zong ze in 2008 het autobiografische nummer Een leven vol muziek, waarin ze verwees naar haar muzikale carrière en haar ziekte. Een jaar later, in 2009, verscheen het album Verrassend Anders, waarin ze haar hits in nieuwe jasjes stak, alsook enkele covers van bekende nummers zoals Lili Marleen en The French Song. In 2013 ten slotte volgde wederom een nieuwe versie van haar hit Eviva España, ditmaal met De Pitaboys en De Heidi's.
Bervoets overleed vrijdagochtend 17 november 2023 in het woonzorgcentrum De Regenboog in Zwijndrecht, waar ze al enkele jaren verbleef. Haar urne werd bijgezet in het columbarium op de begraafplaats Schoonselhof in Antwerpen. 

## Pseudoniem
De naam "Samantha" komt uit de serie Bewitched, waarin Elizabeth Montgomery een gelijknamige rol speelde. De vrouw van Samantha's manager kwam ermee op de proppen.

## Discografie[6][7]

### Singles
- De Zwaluw (1967)
- Net als een jongen / Abschied im september (Decca, 1968)
- Party-time / Laat je niet gaan (Decca, 1968)
- Vakantiedromen / Lucky (Decca, 1969)
- Hartedief / Conquistador (Decca, 1969)
- Las Vegas / Maak me niets wijs (Basart, 1969)
- April in Portugal / Niet meer vrij (Decca Records, 1970)
- Helicopter U.S. Navy 66 / Stuur me geen kaartje (Basart, 1970)
- Arizona Man / Vergeef het mij (Basart, 1970)
- Hey, Mr. Cadillac / Heel mijn wereld (Basart, 1971)
- Eviva España / De zon schijnt voor allen (Basart, 1971)
- Y viva España / Nuestra historia (Discofon, 1972)
- Feest by Don José / Zoek het licht (Basart, 1972)
- Yamaho, Yahmahé / Souvenir (Basart, 1972)
- Esa Aventura / Helicopter US Navy 66 (Discophon, 1972)
- Oh Suzanna / Amore (Basart, 1973)
- Nachten van Parijs / Als je komt (Barclay, 1973)
- Ibiza / Alles komt, alles gaat (Barclay, 1974)
- Ik hou van jou / Charlie (Barclay, 1974)
- Ik verlang naar jou / Daar in New-Jersey (Barclay, 1975)
- Casino de Paris / M'n liefste schat ben jij (Gnome Records, 1975)
- Lieve blauwe zwaluw / Ik wil gelukkig zijn! (Gnome Records, 1975)
- Was ik maar in Spanje geboren / De fanfare (Gnome Records, 1976)
- Komediant / Komediant (instrumental) (ADS, 1976)
- Enrico / Schudden voor gebruik (ADS, 1977)
- Tikke-takke tango / Het Ladoga-meer (Monopole, 1978)
- Lily Marleen / Witte rozen (Gnome Records, 1981)
- In España / Was ik maar in Spanje geboren (Gnome Records, 1982)
- Domenico / Het leven gaat verder (1983)
- Mayday / If you wanna keep my lovin'  (Panky Records, als Samantha B.)
- Vanavond / Rock me (Racoon Records, 1985)
- Niet met mij / Radio Tune (Scorpion Records, 1988)
- Stop die Komedie / Square dance (Scorpion Records, 1988)
- Zon en amore / The new wheels (Scorpion Records, 1988)
- Eviva España (Dutch mix) / Eviva España (Spanish mix) - new version (TARGET RECORDS, 1989)
- Een leven vol muziek (D&V, 2008)
- Vlaanderen & Nederland (Radio Mix) (InnTune, 2012, ft. Tony Cabana)
- Eviva España (Wild Cherry Consult, 2013, ft De Pitaboys & De Heidi's)

### Albums
- Eviva Espana (1971)
- Eviva Samantha (Basart, 1971)
- Verrassend Anders (2009)

### Verzamelalbums
- The world of Samantha (Omega)
- Het beste van Samantha (Telstar, 1995)
- Hit Collection (Sony Music Entertainment, 2008)

## Hitnoteringen[8]
| Single met hitnotering(en) in de Vlaamse Ultratop 50 | Datum van verschijnen | Datum van binnenkomst | Hoogste positie | Aantal weken | Opmerkingen          |
| ---------------------------------------------------- | --------------------- | --------------------- | --------------- | ------------ | -------------------- |
| Helicopter U.S. Navy 66                              | 1970                  | 03-10-1970            | 3               | 12           |                      |
| Eviva Espana                                         | 1972                  | 08-01-1972            | 3               | 20           | Nr. 1 Vlaamse top 10 |
| Feest bij Don José                                   | 1972                  | 17-06-1972            | 20              | 3            |                      |
| Oh Suzanne!                                          | 1973                  | 19-05-1973            | 30              | 1            |                      |
| Nachten van Parijs                                   | 1973                  | 04-11-1973            | 21              | 6            |                      |
| Ik hou van jou                                       | 1974                  | 14-09-1974            | 5               | 12           |                      |
| Ik verlang naar jou                                  | 1975                  | 22-03-1975            | 30              | 1            |                      |
| Komediant                                            | 1976                  | 02-10-1976            | 27              | 1            |                      |

## Eregalerij
Haar lied Eviva España werd in 2001 opgenomen in de eregalerij van de Vlaamse klassiekers van Radio 2.